# Uziah Thompson
Uziah "Sticky" Thompson (Mannings Mountain (Jamaica), 1 de agosto de 1936 – Miami (Florida), 25 de agosto de 2014) fue un percusionista, vocalista y Deejay jamaicano. Trabajó con los músicos más conocidos de su país y colaboró en centenares de álbumes.

## Biografía
Thompson fue el tercer hijo de cinco hermanos de una familia de Mannings Mountain, una zona rural de Jamaica. Debido a la pobreza de su familia, no pudo completar su educación y se trasladó a Kingston a la edad de quince años para buscar trabajo.
Thompson encontró empleo con Clement "Coxsone" Dodd, ayudándolo a dar a conocer su sound system, a la vez que comenzaba su carrera de deejay con el nombre de "Cool Sticky". Se convirtió en uno de los primeros músicos en grabar un álbum de este estilo, usando su boca para hacer clics y otros sonidos de percusión. COmo deejay, grabó con The Skatalites y se le puede escuchar en los cortes "Ball of Fire", "El Pussy Cat Ska" o "Guns of Navarone", entre otros. Mientras trabajaba con Dodd, se hizo amigo de Lee "Scratch" Perry, y Thompson grabó como deejay para Perry, y para Joe Gibbs a finales de los 60, en canciones como "Train to Soulsville".
Thompson empezó a crecer como instrumentalista a principios de los 70, comenzando con una sesión con The Wailers para Perry en 1970. Muy pronto se convirtió en uno de los más destacados percusionistas de Jamaica. Fue músico de estudio regular de diferentes productores y como miembro de la banda de Gibbs The Revolutionaries. Además aparece en grabaciones de grupos como Big Youth, Dennis Brown, The Congos, Culture, Peter Tosh, Burning Spear (Dry and Heavy), Yabby You (Beware Dub), The Wailing Souls y Serge Gainsbourg. También estuvo en giras de diferentes artistas como Jimmy Cliff (incluido su trabajo en directo de 1976 In Concert). En la década de los 80, Thompson fue músico habitual de Black Uhuru, que estuvo en la grabación de los álbumes Sinsemilla, Red, Chill Out y Dub Factor.
Thompson continuó tocando regularmente en sesiones para artistas como Bunny Wailer, Grace Jones (como miembro de Compass Point All Stars), The Tom Tom Club, Gregory Isaacs y Ziggy Marley dirante los 80 y 90. Más recientemente, grabó con Stephen Marley en el álbum premiado con el Grammy Mind Control), Sinéad O'Connor, Bruno Blum y Michael Franti.
Thompson estuvo activo en la industria de la música jamaicana. En el nuevo siglo, se trasladó a la producción, con sus hijos Kevin y Alrick y realizó una gira mundial con la banda de Ziggy Marley. Murió el 25 de agosto de 2014, a los 78 años, en su casa de Miami (Florida) tras sufrir un infarto. Dejando a su esposa Sharon de 40 años, su hijo Kevin, sus hijas Andrea, Chairmane (Enel), Ana-Kay y su hijo Alrick "Sticky2" Thompson, que murió el 6 de febrero de 2016.

## Colaboraciones
Con Grace Jones
- Warm Leatherette (Island Records, 1980)
- Nightclubbing (Island Records, 1981)
- Living My Life (Island Records, 1982)
- Hurricane (PIAS Recordings, 2008)

Con Joe Cocker
- Sheffield Steel (Island Records, 1982)

Con John Martyn
- Sapphire (Island Records, 1984)

Con Peter Tosh
- Equal Rights (EMI, 1977)
- Bush Doctor (EMI, 1978)
- Mystic Man (EMI, 1979)
- Wanted Dread & Alive (Capitol Records, 1981)
- Mama Africa (EMI, 1983)
- No Nuclear War (EMI, 1987)

Con Sinéad O'Connor
- Throw Down Your Arms (Chocolate and Vanilla, 2005)

Con Betty Wright
- Wright Back At You (Epic Records, 1983)

Con  Stephen Marley
- Mind Control (Tuff Gong, 2007)
- Revelation Pt. 1 – The Root of Life (Universal Records, 2011)